# Gmina Brønderslev

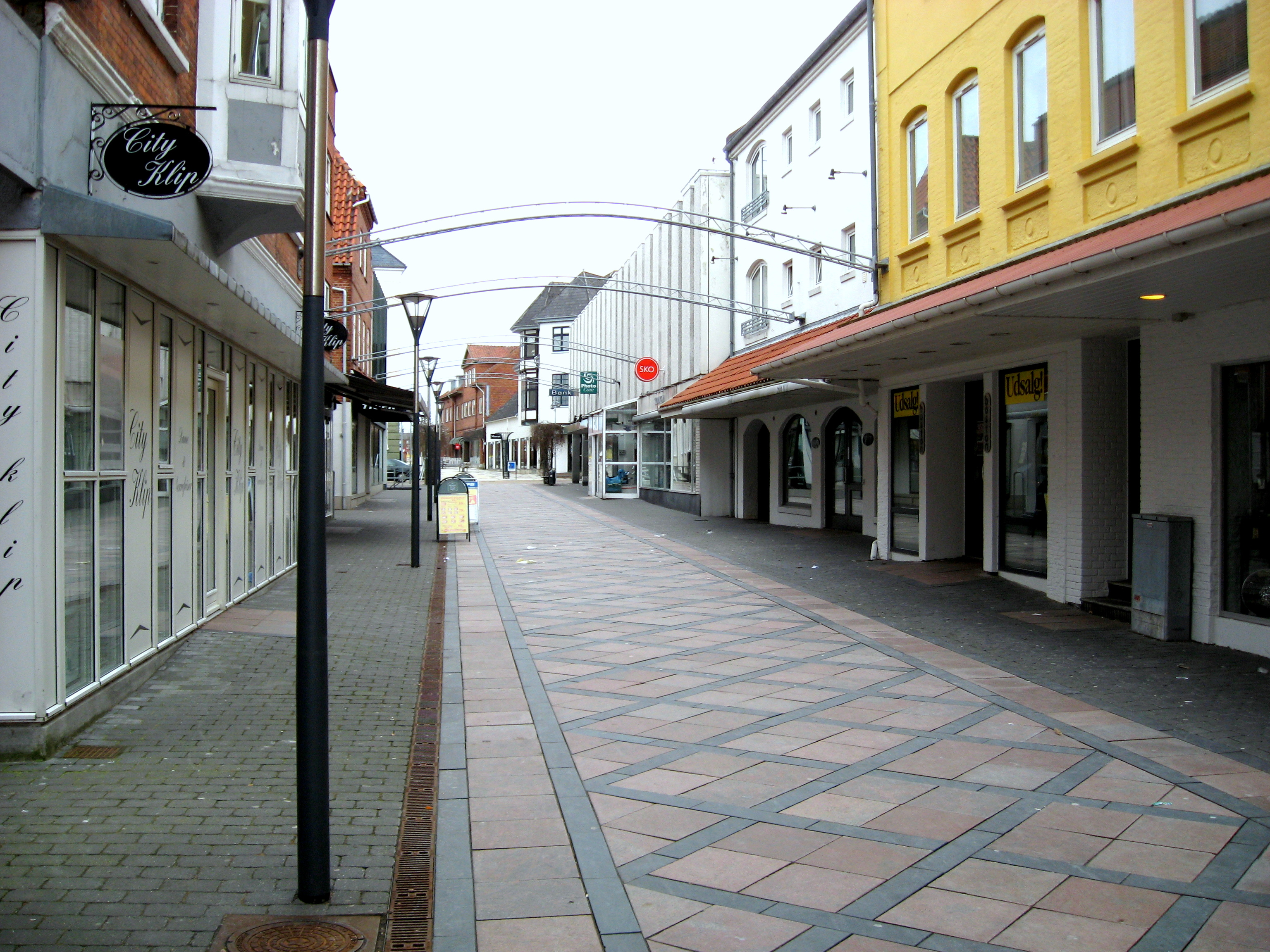
ulica handlowa w siedzibie gminy – Brønderslev

Gmina Brønderslev (duń. Brønderslev Kommune) – gmina w Danii w regionie Jutlandia Północna.
Gmina powstała w 2007 roku na mocy reformy administracyjnej z połączenia gminy Dronninglund ze starą gminą Brønderslev.
Siedzibą gminy jest miasto Brønderslev.